# Yvonne Picard
Yvonne Picard, född 1 augusti 1920 i Aten, död 9 mars 1943 i Auschwitz-Birkenau, var en fransk filosof, marxist och medlem av franska motståndsrörelsen. Hon var dotter till arkeologen Charles Picard och syster till historikern Gilbert Charles-Picard.
Picard avlade examen i filosofi och undervisade vid École normale supérieure i Sèvres. År 1941 gick hon med i motståndsrörelsen mot den tyska ockupationen av Frankrike. Polisen fick korn på henne och hon greps tillsammans med sin fästman Gaston Étiévent i maj 1942. Fästmannen arkebuserades tillsammans med en grupp gisslan på Mont-Valérien i augusti 1942, medan Picard internerades i Fort de Romainville i närheten av Paris. I januari 1943 deporterades Picard till Auschwitz-Birkenau, där hon avled av dysenteri i mars 1943.